# Malmea surinamensis
Malmea surinamensis är en kirimojaväxtart som beskrevs av Laurentius 'Lars' Willem Chatrou. Malmea surinamensis ingår i släktet Malmea och familjen kirimojaväxter. Inga underarter finns listade i Catalogue of Life.